# Zálesie (Kežmarok)
Zálesie es un municipio del distrito de Kežmarok en la región de Prešov, Eslovaquia, con una población estimada a final del año 2024 de 83 habitantes.
Se encuentra ubicado al noroeste de la región, cerca del río Poprad (cuenca hidrográfica del río Vístula) y de la frontera con Polonia.

## Demografía
| Año        | 1994 | 2004    | 2014     | 2024    |
| ---------- | ---- | ------- | -------- | ------- |
| Población  | 96   | 104     | 87       | 83      |
| Diferencia |      | +8,33 % | −16,34 % | −4,59 % |

| Año        | 2023 | 2024    |
| ---------- | ---- | ------- |
| Población  | 80   | 83      |
| Diferencia |      | +3,75 % |